# Strašidlo Cantervillské (muzikál)
Strašidlo Cantervillské je muzikál Daniela Bartáka, Richarda Bergmana a Víta Pokorného z roku 2021. Jde o původní český muzikál na motivy stejnojmenné povídky Oscara Wildeho. Premiéra byla uvedena 25. prosince 2021 na vlnách Dvojky Českého rozhlasu, v podobě rozhlasového muzikálu. Na tomto projektu se podílelo spoustu známých českých herců a zpěváků. 

## Autoři
- Hudba – Daniel Barták
- Scénář a režie – Vít Pokorný
- Námět a texty písní – Richard Bergman

## Originální obsazení
- Sir Simon de Canterville - Josef Vojtek
- Eleonora de Canterville - Tereza Mašková
- Hiram Otis - Jan Vondráček
- Lukrecie Otisová - Ivana Chýlková
- Virginie Otisová - Nikola Ďuricová
- Washington Otis - Josef Fečo
- William z Cheschiru - Jakub Vaňas
- paní Umneyová - Barbora Rajnišová
- Francis Stilton - Zdeněk Zelenka
- průvodčí Ben - Radek Kuchař
- vypravěč - Petr Kostka

## O muzikálu
Muzikálová podoba jako forma klasického příběhu, děsivého a zároveň nešťastného ducha lorda de Cantervill, vykresluje charaktery hlavních hrdinů na pozadí příběhu žárlivé lásky, zločinu a odpuštění. Hudební ztvárnění hororové komedie se odehrává v tajných komnatách obstarožního zámku. Zde je dávná láska z minulosti svědkem zrození lásky nové, upřímné a čisté, díky které mohou být stará, krvavá provinění navždy zapomenuta.